# Cymbidium elongatum
Cymbidium elongatum је врста орхидеја из рода Cymbidium и породице Orchidaceae. Пронађена је у северном и северозападном Борнеу. Нема наведених подврста у бази Catalogue of Life.